# هانا ما لي
هانا ما لي (بالإنجليزية: Hana Mae Lee)‏ هو ممثلة أمريكية، عارضة أزياء، كوميدية، ومصممة أزياء.عرفت بلعبها لدور ليلي أوكاناكوراما في فيلم طبقة الصوت المثالية (2015) وتتمته طبقة الصوت المثالية 2 (2015).

## حياتها وعملها
ولدت لي، ذات الأصل الكوري، في كاليفورنيا الجنوبية وتخرجت من ثانوية غرانادا هيلز شارتر. بدأت العمل كعارضة أزياء بعمر 16 عاما. ظهرت لي في حملات هوندا، جيب، آبل، نوكيا، سباستيان، أمريكان اكسبريس، هوليت-باكارد، شيري كوك، وميدوري. ظهرت في مجلة التايم، سوما، إل، تين فوغ.
التحقت لي بحامعة أوتيس للفن والتصميم في لوس أنجلس، كاليفورنيا، حيث حصلت على BFA. بعدها صممت لهارلي-ديفيدسون، جويسي كوتشر، وموسيمو.
في عام 2011، بدأت لي في التلفاز ضيفة في مايك ومولي، ثم ظهرت في ووركاهوليكس. ظهرت كليلي أوكاناكومارو في طبقة الصوت المثالية، الذي ترشحت به لجائزة «سارق مشهد» في جائزة تين تشويس في 2013. كررت دورها في طبقة الصوت المثالية 2(2015).

## روابط خارجية
- هانا ما لي على موقع IMDb (الإنجليزية)
- هانا ما لي على موقع ألو سيني (الفرنسية)
- هانا ما لي على موقع أول موفي (الإنجليزية)
- هانا ما لي على موقع قاعدة بيانات الأفلام السويدية (السويدية)
- هانا ما لي على موقع ديسكوغز (الإنجليزية)
- هانا ما لي على موقع قاعدة بيانات الفيلم (الإنجليزية)
- هانا ما لي على موقع كينوبويسك (الروسية)
- هانا ما لي في قاعدة بيانات الأفلام على الإنترنت